# نونتان
نونتان مسلسل رسوم متحركة ياباني انتج عام 1992 وهو مقتبس من القصص المصورة لنونتان عام 1976 وقد تم دبلجة المسلسل للعربية بواسطة مركز الزهرة وعرض على قناة سبيس تون.

## الممثلون
- رندة جليلاتي
- أسيمة يوسف
- رنا جمول
- لورا أبو أسعد
- أيمن السالك